# Istocheta aldrichi
Istocheta aldrichi är en tvåvingeart som först beskrevs av Louis-Paul Mesnil 1953.  Istocheta aldrichi ingår i släktet Istocheta och familjen parasitflugor. Inga underarter finns listade i Catalogue of Life.